# Джанг
Джхангмагхияна (урду جھنگ‎) — город в провинции Пенджаб, Пакистан, центр одноимённого округа. Население — 293 366 чел. (на 1998 год). Расположен на восточном берегу реки Чинаб.

## История
Во времена британского правления — города Джанг и Магьяна, расположенные на расстоянии двух миль друг от друга, были объединены в единый муниципалитет Джанг-Магьяна.